# Ophisma gravata
Ophisma gravata là một loài bướm đêm trong họ Erebidae.